# Hanna Etula
Hanna Etula (Pirkkala, 30 marzo 1981) è una tiratrice a volo finlandese.
Ha partecipato ai Giochi di Pechino 2008, gareggiando nella disciplina della carabina.